# Reinhold Baer
Reinhold Baer   (Berlín, 22 de juliol de 1902 - Zúric, 22 d'octubre de 1979) va ser un matemàtic alemany.

## Vida i Obra
Baer era fill d'un pròsper fabricant jueu de roba, però el pare va morir el 1917, quan ell tenia catorce anys. Va ser escolaritzat des de 1908 fins a 1920 a la Kaiser Friedrich Schule de Charlottenburg, l'elegant barri de Berlín on vivia la família. Quan va acabar l'ensenyament secundari, la fortuna familiar havia pràcticament desaparegut i va decidir estudiar enginyeria a l'escola superior de Hannover, però el primer curs es va donar compte de que s'havia equivocat i el curs següent, 1921-1922, ja el va fer a la universitat de Friburg de Brisgòvia, estudiant matemàtiques. Finalment, el 1922, va ingressar a la universitat de Göttingen on va rebre classes d'Emmy Noether i de Hellmuth Kneser. Després d'una estança becada a la universitat de Kiel, va obtenir el doctorat el 1925 a Göttingen amb una tesi, dirigida per Knesser i Courant, sobre la classificació de les corbes a les superfícies, que va ser publicada pel Journal de Crelle el 1927.
Des de 1926 fins a 1928 va ser assistent a la universitat de Friburg de Brisgòvia on va rebre la influència d'Alfred Loewy, on va obtenir l'habilitació per a la docència universitària i on va conèixer la seva futura esposa Marianne Kirstein, filla d'un conegut editor de llibres d'art de Leipzig. El 1928, va acceptar una proposta de la universitat de Halle (més a prop de Leipzig) on va ser professor fins al 1933, data de l'arribada dels nazis al poder i quan va ser desposseït del seu càrrec per la seva ascendència jueva. Gràcies al Consell per l'Ajuda a Científics Refugiats i a la intervenció de Louis Mordell, va rebre una invitació de la universitat de Manchester, on va ser associat de recerca honorari des de 1933 fins a 1935. Els dos cursos següents va ser membre de l'Institut d'Estudis Avançats de Princeton i el 1937 va obtenir la seva primera plaça docent fora d'Alemanya, a la universitat de Carolina del Nord a Chapel Hill, on només hi va estar un curs, ja que el 1938 va començar una llarga estada a la universitat d'Illinois a Urbana-Champaign, que només es va interrompre quan Baer va decidir tornar a Alemanya el 1956, per a fer-se càrrec d'una càtedra a la universitat de Frankfurt. Va ser, doncs, un dels només tres matemàtics alemanys emigrats fugint del Tercer Reich, que van retornar al seu país d'origen.
Es va jubilar a Frankfurt el 1967 fet una conferència en la que explicava el que ell entenia per fer matemàtiques. Se'n va anar a viure a Zúric amb la seva dona, on va continuar actiu fins a la seva mort l'estiu de 1979; només uns mesos abans, el maig, havia donat una conferència a l'Institut de Recerca Matemàtica d'Oberwolfach amb el que havia mantingut una intensa relació des del seu retorn al país.
Baer va publicar a la vora de dos-cents articles científics en les camps de la geometria, la topologia i la teoria de grups. El seu interés principal va ser la teoria dels grups abelians, des dels seus primer treballs en aquest camp (1934) fins als treballs en particions geomètriques dels grups dels anys 60's passant pels seus treballs pioners sobre els ideals i els radicals.